# Notothylas udarii
Notothylas udarii là một loài rêu trong họ Notothyladaceae. Loài này được D.K. Singh & Semwal mô tả khoa học đầu tiên năm 2001.